# Günter Lanitzki
Günter Lanitzki (* 19. Juli 1930 in Nowawes) ist ein deutscher Journalist und Sachbuchautor.

## Leben
Anfang der 1950er Jahre sah Günter Lanitzki Dokumentarfilme von Hans Hass, die sein Interesse an Archäologie und der Geschichte alter Schiffe weckten. In dieser Zeit lernte er auch Anders Franzén kennen, mit dem ihn darauf eine lange Freundschaft verband. 1960 machte er in Albanien erste Funde alter Amphorenfragmente. Es folgten daraufhin Veröffentlichungen in der Zeitschrift Poseidon. Als er 1959 von der Entdeckung der Vasa erfuhr, beschäftigte er sich zunehmend mit diesem Schiff. Mehrmals besuchte er die Vasa-Werft in Schweden, in der das Schiff nach der Bergung konserviert wurde. Anschließend bemühte er sich darum, dass die Wanderausstellung über das Schiff in Trägerschaft des Schifffahrtsmuseums Rostock in mehreren Städten der DDR gezeigt werden konnte und verfasste 1971 einen Ausstellungskatalog. Zur Eröffnung des Vasa-Museums im Jahr 1990 war er als Ehrengast eingeladen.
Anfang der 1970er Jahre war Lanitzki Leiter der Abteilung für Öffentlichkeitsarbeit der Staatlichen Museen zu Berlin, später in der gleichen Abteilung beim VEB Deutsche Schallplatten Berlin. Danach war er freiberuflicher Journalist.
1980 gab er beim VEB Brockhaus-Verlag sein erstes Buch heraus. In der Folge war er Autor weiterer Bücher über Unterwasserarchäologie.
1965 wurde er von Jacques-Yves Cousteau zum „correspondent particular“ bestellt. Carl XVI. Gustaf ernannte ihn 1990 für sein publizistisches Schaffen zum Ritter des Nordstern-Ordens erster Klasse.
Im Jahr 2009 wurde in Schweden bekannt, dass Lanitzki dort während der Zeit des Kalten Krieges als Spion arbeitete. Seine Decknamen bei dem MfS waren „Taucher“ und „Ebert“. Im Oktober 1980 wurde ihm von Erich Mielke die Verdienstmedaille der Nationalen Volksarmee (NVA) verliehen.
Lanitzkis geheimer Besuch in Schweden ist erstmals 1974 beschrieben (ohne Name). Das Buch IB och hotet mot vår säkerhet wurde als Beweismittel beim Prozess im 1974 gegen Peter Bratt, Jan Guillou und den ehemaligen Geheimdienstagenten Håkan Isacson verwendet.

## Schriften
- Amphoren, Wracks, versunkene Städte. Grundlagen, Probleme, Erfahrungen und Ergebnisse der Unterwasserarchäologie. Leipzig 1980
  - Amfory, zatonuvšie korabli, zatoplennye goroda. Moskau 1982
  - Amforad, vrakid, vette vajunud linnad. Tallinn 1994
- Schatztaucher. Leipzig 1986, ISBN 978-3-325-00066-5
- Wasa, Ra und Krusenstern. Berlin 1988 (Reihe Mein kleines Lexikon)
- Kreuzer Edinburgh. Goldtresor u. Seemannsgrab. Berlin 1988, ISBN 978-3-344-00285-5
- Flaggschiff Kronan. Schatzkammer vor Schwedens Küste. Berlin 1889, ISBN 978-3-344-00398-2
- Versunken in der Ostsee. Schiffe und Schätze auf dem Meeresgrund. Herford 1993, ISBN 978-3-7822-0557-3
- Die Vasa. Schiff der Könige. Herford 1993, ISBN 978-3-7822-0559-7
- Galeeren auf dem Peenestrom. Berlin 2000, ISBN 978-3-932180-62-0
- Die Flotte des Kaisers. Kriegsschiffe unter deutscher Flagge um die Jahrhundertwende. Berlin 2000, ISBN 978-3-360-01017-9
- Kurs Schmölde. Abenteuer auf Brandenburger Gewässern. Berlin 2002, ISBN 978-3-360-00980-7
- Kanonendonner über Ostseewellen. Der schwedisch-russische Seekrieg von 1788 bis 1790. Berlin 2002, ISBN 978-3-8280-1786-3